# Sabine Bergmann-Pohl
Sabine Bergmann-Pohl (Eisenach, Turingia, 20 de abril de 1946) es una política y médica alemana de ideología democristiana conocida por haber sido la última persona que ocupó la jefatura de Estado de la República Democrática Alemana, desde el 5 de abril hasta el 2 de octubre de 1990, el último día antes de la reunificación de Alemania.

## Biografía
Nació en Eisenach poco después de terminar la Segunda Guerra Mundial. Como niña tuvo sus primeros contactos con la Iglesia protestante.
Quiso estudiar Medicina, pero originalmente no fue admitida. Por este motivo hizo unas prácticas de dos años en el departamento de medicina forense de la Universidad Humboldt de Berlín. Finalmente, de 1966 a 1972, cursó estudios de Medicina. De 1972 a 1979 cursó estudios para especializarse en enfermedades pulmonares. De 1980 a 1995 trabajó como médica para enfermedades pulmonares, siendo directora de dos instituciones para enfermedades pulmonares en Berlín Este.
Se afilió a la Unión Demócrata Cristiana (CDU) de Alemania oriental en 1981 y, en marzo de 1990, se convirtió en miembro de la Volkskammer de la República Democrática Alemana. Tras las elecciones generales de 1990, el 5 de abril de ese año accedió a la presidencia de la Volkskammer y, como había sido abolido el Consejo de Estado de la RDA, también ejerció como jefa de Estado.
Después de la reunificación alemana fue miembro del Bundestag (del 3 de octubre de 1990 al 22 de septiembre de 2002) por la CDU. Estuvo al frente del Ministerio Federal de Asuntos Especiales de Alemania desde el 3 de octubre de 1990 hasta el 18 de enero de 1991 y fue vicesecretaria de Estado de Sanidad entre 1991 y 1998.
Abandonó el Bundestag el 22 de septiembre de 2002.